# Santiago Urrutia
Santiago Urrutia, ur. 30 sierpnia 1996 roku w Miguelete – urugwajski kierowca wyścigowy.

## Życiorys

### Formuła Abarth
Urrutia rozpoczął karierę w wyścigach samochodowych w 2011 roku od startów w wyścigach z serii Formuły Abarth. We włoskiej edycji był 18, a w europejskiej - 21. Rok później wygrywał już wyścigi - trzy zaliczane do klasyfikacji serii europejskiej, a dwa w edycji włoskiej. Na podium stawał odpowiednio jedenaście oraz dziesięć razy. W obu seriach sezon ukończył tuż za podium klasyfikacji generalnej.

### Formuła 3
W 2014 roku Urugwajczyk rozpoczął starty w European F3 Open. Rozpoczął od edycji zimowej, gdzie jednak nie był klasyfikowany. W głównej serii ośmiokrotnie stawał na podium, w tym dwukrotnie na jego najwyższym stopniu. Z dorobkiem 191 punktów został sklasyfikowany na czwartej pozycji w końcowej klasyfikacji kierowców.

### Seria GP3
Na sezon 2014 Urrutia podpisał kontrakt z fińską ekipą Koiranen GP na starty w Serii GP3. Wystartował łącznie w osiemnastu wyścigach, jednak nie zdobywał punktów. W pierwszym wyścigu w Abu Zabi uplasował się na jedenaste pozycji, co było jego najwyższym wynikiem w sezonie. Został sklasyfikowany na 23 miejscu w końcowej klasyfikacji kierowców.

## Wyniki

### GP3
| Legenda oznaczeń w tabelach wyników Wyświetl szablon na nowej stronie | Legenda oznaczeń w tabelach wyników Wyświetl szablon na nowej stronie                                                                     |
| Oznaczenie                                                            | Wyjaśnienie |
| --------------------------------------------------------------------- | --- |
| Złoty                                                                 | Zwycięzca lub mistrzostwo |
| Srebrny                                                               | 2. miejsce lub wicemistrzostwo |
| Brązowy                                                               | 3. miejsce lub II wicemistrzostwo |
| Zielony                                                               | Ukończył, punktował (w klasyfikacji generalnej, gdy zdobył co najmniej jeden punkt na przestrzeni sezonu, poza trzema powyższymi opcjami) |
| Niebieski                                                             | Ukończył, nie punktował (w klasyfikacji generalnej, gdy nie zdobył co najmniej jednego punktu na przestrzeni sezonu)                      |
| Czerwony                                                              | Nie zakwalifikował się (NZ) |
| Czerwony                                                              | Nie prekwalifikował się (NPK) |
| Różowy                                                                | Nie ukończył (NU) |
| Różowy                                                                | Niesklasyfikowany (NS) (w klasyfikacji generalnej, gdy nie został sklasyfikowany w żadnym wyścigu sezonu)                                 |
| Czarny                                                                | Zdyskwalifikowany (DK) |
| Czarny                                                                | Wykluczony (WYK/EX) |
| Biały                                                                 | Nie wystartował (NW) |
| Biały                                                                 | Kontuzjowany (K/INJ) |
| Biały                                                                 | Wyścig odwołany (OD/C) |
| Bez koloru                                                            | Został wycofany (WYC/WD) |
| Bez koloru                                                            | Nie przybył (NP/DNA) |
| Bez koloru                                                            | Nie brał udziału w treningach (NT/DNP) |
| Bez koloru                                                            | Nie został zgłoszony (–) |
| Pogrubienie                                                           | Start z pole position |
| Kursywa                                                               | Najszybsze okrążenie wyścigu |
| †                                                                     | Nie ukończył, ale jego rezultat został zaliczony ze względu na przejechanie więcej niż 90% dystansu wyścigu.                              |
| *                                                                     | Sezon w trakcie |
| 1/2/3                                                                 | Punktowana pozycja w sprincie kwalifikacyjnym                                                                                             |
| Lista systemów punktacji Formuły 1                                    | |

| Rok  | Zespół      | Wyniki w poszczególnych eliminacjach | Wyniki w poszczególnych eliminacjach | Wyniki w poszczególnych eliminacjach | Wyniki w poszczególnych eliminacjach | Wyniki w poszczególnych eliminacjach | Wyniki w poszczególnych eliminacjach | Wyniki w poszczególnych eliminacjach | Wyniki w poszczególnych eliminacjach | Wyniki w poszczególnych eliminacjach | Wyniki w poszczególnych eliminacjach | Wyniki w poszczególnych eliminacjach | Wyniki w poszczególnych eliminacjach | Wyniki w poszczególnych eliminacjach | Wyniki w poszczególnych eliminacjach | Wyniki w poszczególnych eliminacjach | Wyniki w poszczególnych eliminacjach | Wyniki w poszczególnych eliminacjach | Wyniki w poszczególnych eliminacjach | Punkty | Pozycja |
| ---- | ----------- | ------------------------------------ | ------------------------------------ | ------------------------------------ | ------------------------------------ | ------------------------------------ | ------------------------------------ | ------------------------------------ | ------------------------------------ | ------------------------------------ | ------------------------------------ | ------------------------------------ | ------------------------------------ | ------------------------------------ | ------------------------------------ | ------------------------------------ | ------------------------------------ | ------------------------------------ | ------------------------------------ | ------ | ------- |
| 2014 | Koiranen GP | ESP                                  | ESP                                  | AUT                                  | AUT                                  | GBR                                  | GBR                                  | DEU                                  | DEU                                  | HUN                                  | HUN                                  | BEL                                  | BEL                                  | ITA                                  | ITA                                  | RUS                                  | RUS                                  | ARE                                  | ARE                                  | 0      | 23      |
| 2014 | Koiranen GP | 21                                   | 13                                   | 16                                   | 12                                   | NU                                   | 14                                   | 22                                   | 18                                   | 12                                   | NU                                   | 13                                   | 18                                   | NU                                   | 15                                   | 14                                   | 12                                   | 11                                   | 12                                   | 0      | 23      |

### Podsumowanie
| Sezon | Seria                            | Zespół            | Wyścigi | Zwycięstwa | PP | NO | Podium | Punkty | Pozycja |
| ----- | -------------------------------- | ----------------- | ------- | ---------- | -- | -- | ------ | ------ | ------- |
| 2011  | Włoska Formuła Abarth            | Island Motorsport | 2       | 0          | 0  | 0  | 0      | 4      | 18      |
| 2011  | Europejska Formuła Abarth        | Tomcat Racing     | 4       | 0          | 0  | 0  | 0      | 5      | 21      |
| 2012  | Włoska Formuła Abarth            | BVM               | 18      | 1          | 1  | 3  | 10     | 158    | 4       |
| 2012  | Europejska Formuła Abarth        | BVM               | 24      | 3          | 1  | 3  | 11     | 207    | 3       |
| 2013  | European F3 Open (edycja zimowa) | RP Motorsport     | 2       | 0          | 0  | 0  | 0      | 0      | NS      |
| 2013  | European F3 Open                 | RP Motorsport     | 16      | 2          | 1  | 3  | 8      | 191    | 4       |
| 2014  | Seria GP3                        | Koiranen GP       | 18      | 0          | 0  | 0  | 0      | 0      | 23      |